# Stazione di Tonda
La Stazione di Tonda (富田駅?, Tonda-eki) è una stazione ferroviaria delle Ferrovie Hankyū situata a Takatsuki, nella prefettura di Ōsaka. Presso la stazione fermano solo i treni locali della linea Kyoto.

## Linee
- Ferrovie Hankyū
  - ■ Linea principale Hankyū Kyōto